# Dragados
Dragados, anteriormente conocida como Dragados y Construcciones, es una empresa española de la construcción que forma parte del grupo ACS.

## Historia
Fue creada en 1941 por los ingenieros de caminos Luis Sánchez Guerra e Ildefonso Sánchez del Río para hacer frente a la ejecución del dique oeste del puerto de Palma de Mallorca que les habían adjudicado por concurso. La empresa tras su fundación acogió a bastantes ingenieros que, como el propio Luis Sánchez Guerra, habían sufrido pretericiones en su carrera o que habían sido expulsados del escalafón estatal por la represión del régimen franquista tras el final de la Guerra Civil.  
La empresa creció rápidamente hasta convertirse sobre 1951 en la primera empresa de obras públicas de España. Durante el período de posguerra llegó a emplear mano de obra forzada dependiente del Patronato para la Redención de Penas.
En 1965 crea la consultoría Internacional de Ingeniería y Estudios Técnicos (INTECSA).
Con los años la empresa tuvo gran expansión internacionalmente, pasando a formar parte del Grupo Dragados. En 2002, tras la venta por 900 millones de euros de la participación del 23,5% del banco Santander Central Hispano a su competidora ACS, presidida por Florentino Pérez, el grupo Dragados pasó a formar parte del grupo ACS.

## Construcciones
- Embalse de Béni Haroun, Argelia